# Transpac 52
Transpac 52 (kurz TP52) sind Regattayachten einer Konstruktionsklasse, die nach der TP52 Rule gebaut werden. Im Rahmen dieser Boxrule werden den Konstrukteuren bestimmte maximale Dimensionen für das Boot (die sogenannte Box) vorgeschrieben. Namensgebend ist dabei die maximale Länge der Boote von 15,85 m (52 Fuß).
Da die TP52 Rule technischen Fortschritt zulässt, sind die Boote hoch entwickelt und für ihre Größe außerordentlich leistungsfähig. Die 52 Super Series, eine Regattaserie, die auf TP52 ausgetragen wird, gilt als einer der anspruchsvollsten Wettbewerbe im Segelsport.

## Klassenregeln
Auf den jährlichen Versammlungen der Klassenmitglieder können die Klassenregeln – die TP52 Rule – bei Zustimmung einer Zweidrittelmehrheit geändert werden. Damit auch etwas ältere Boote längere Zeit konkurrenzfähig bleiben, werden Regeln, die sich unmittelbar auf die Leistungsfähigkeit der Boote auswirken, häufig für mehrere Jahre festgelegt. So wurden seit 2015 nur leichte Regeländerungen vorgenommen.

## Regatten
Da es sich bei den TP52-Regatten um Rennen von einigermaßen baugleichen Schiffen handelt, wird kein Handicap-System mit anschließender Zeitberechnung (vgl. Yardstick) benötigt, es zählt auch im Fleet Race immer die gesegelte Zeit: Das Schiff, das als erstes über die Ziellinie fährt, gewinnt. Dies macht es für das Publikum einfacher, das Rennen zu verstehen und zu verfolgen.

## Geschichte

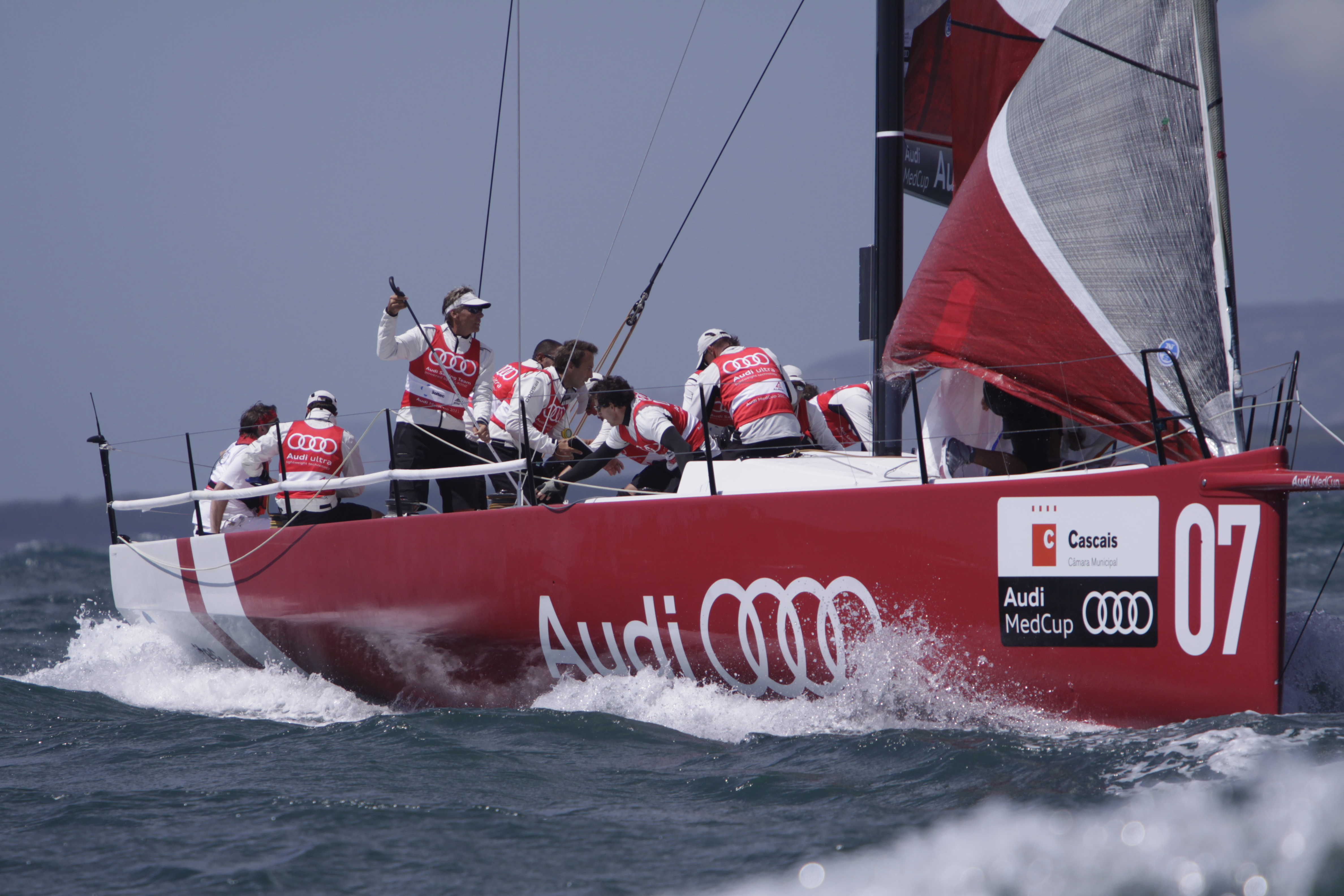
TP52 „Audi All4One“ am Audi MedCup Cascais 2011

Benannt ist die Klasse nach ihrer ursprünglichen Regatta, dem Transpacific Race von Point Fermin bei Los Angeles nach Diamond Head auf der hawaiischen Insel Oʻahu (ca. 4121 km), und nach der Länge der Schiffe von 52 Fuß.
Durch die Lancierung einer TP52 Med Fleet (TP52-Mittelmeerflotte) in Zusammenhang mit der Durchführung von Regatten auf dem Mittelmeer (Medcup, später Audi MedCup) kamen zahlreiche europäische Eigner auf den Geschmack der TP52. Dazu gehörten Prominente wie der spanische König Juan Carlos I., sein Sohn Felipe und König Harald V. von Norwegen.

Die europäischen TP52-Rennen wurden scherzhaft auch als „kleiner America’s Cup“ bezeichnet, da dessen Segler auch auf den TP52 gegeneinander antraten. So waren 2007 Christian Scherrer und Jochen Schümann (Team Alinghi), Vasco Vascotto (Team Mascalzone Latino), Terry Hutchinson (Team New Zealand), John Kostecki (Team Oracle) und Gavin Brady (Oracle) vertreten. Der Audi MedCup wurde zuletzt 2011 ausgetragen.
Seit 2013 werden regelmäßig Regatten im Rahmen der 52 Super Series ausgetragen. 2019 traten acht Teams bei 5 Veranstaltungen gegeneinander an.